# 魏徳聖
魏 徳聖（ウェイ・ダーション、1969年〈民国58年〉8月16日 - ）は、台湾の映画監督。

## 略歴
時計職人の息子として台南県（現：台南市）に生まれる。遠東工専（現・遠東科技大学）電機科卒業後、1993年から1994年にエドワード・ヤンのもとで働く。1995年から1996年に日本の林海象監督の『海ほおずき The Breath』にスタッフとして参加。2008年に『海角七号 君想う、国境の南』を発表し、台湾で史上歴代2位となる興行成績を収め、一躍注目を集める。日本統治時代に強い関心を持ち、日本に関係する作品をいくつか発表している。

## 主な作品

### 監督
- 海角七号 君想う、国境の南（2008年）
- セデック・バレ 第一部 太陽旗／第二部 虹の橋（2011年）
- 52Hzのラヴソング（2017年）
- BIG（2023年）

### 製作・脚本
- 餘生～セデック・バレの真実（2013年）
- KANO 1931海の向こうの甲子園（2014年）

### 声の出演
- 幸福路のチー（2017年）